# نكسس 10

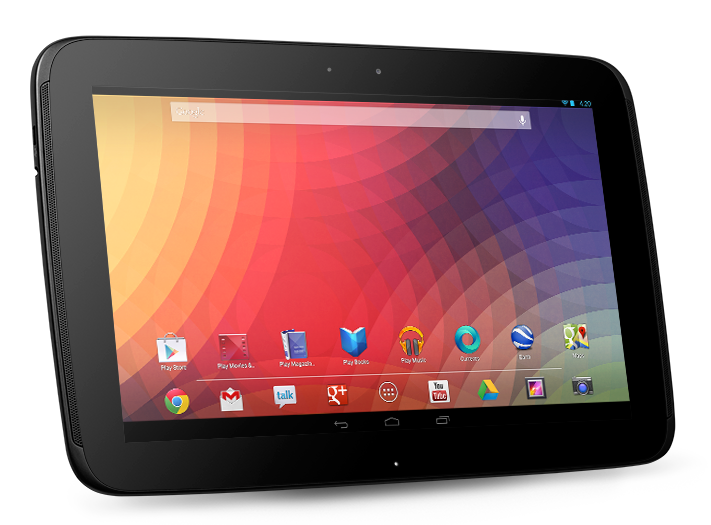
نكسس 10

 نكسس 10 (بالإنجليزية: Nexus 10) هو الحاسب اللوحي الثاني الذي تنتجه شركة جوجل التقنية. صُنع بالتعاون مع سامسونج.

## نظام التشغيل
نظام التشغيل في النكسس 10 هو النظام مفتوح المصدر أندرويد، وقد كانت النسخة المُتواجدة عليه وقت إصداره هي أندرويد 4.2، ولا يزال مدعومًا بشكل رسمي، حيث يُمكن ترقيته لآخر نسخة أندرويد؛ أندرويد 4.4.

## عتاد الجهاز
يمتلك الجهاز معالج ARM-Cortex-A15 ثنائي النواة، وهو من الأجهزة القليلة التي تستخدم تقنية ARM-A15 الحديثة، كما يحتوي على ذاكرة وصول عشوائي سعتها 2GB من الذاكرة العشوائية (RAM)، البطارية سعتها 9000 ميلي أمبير.
يمتلك الجهاز شاشة بقطر 10″ (وهي سبب تسميته بهذا الاسم) بدقة وضوح 2560*1600، أي حوالي 300 بكسل في كل إنش مما يجعله يملك أوضح شاشة من بين جميع الحواسب اللوحية. الكامير ا خلفية دقتها 5 ميجابكسل والأمامية 1.9 ميجابكسل.
يحتوي الجهاز على منفذ micro-USB ومنفذ Micro HDMI، وسماعتين أماميتين.

## مميزات الجهاز
أبرز ميزة للجهاز هي أنه أرخص جهاز في هذه الفئة عالية الجودة من الأجهزة اللوحية حيث أن سعره هو 399$ لنسخة بحجم ذاكرة تخزين 16 جيجا و 499$ لنسخة 32 جيجا، كما ويتميز الجهاز بأنه مدعوم من شركة جوجل بالحصول على أخر نسخ نظام أندرويد فور صدورها ومن دون انتظار كبقية الأجهزة الأخرى

## عيوب الجهاز
يعاب على النكسس 10 أنه يتصل بالإنترنت عن طريق الواي فاي فقط ولا يمكن الإتصال بواسطة البيانات الخلوية